# Pyramidfeber
Pyramidfeber är en roman av Terry Pratchett utgiven 1989. Texten är uppdelad i ett antal "böcker", till skillnad från många andra Skivvärlden-böcker.

## Handling
Teppic, ung prins i Djelibeybi, flyttar tidigt hemifrån för att i Ankh-Morpork utbilda sig till lönnmördare. Hans far är farao, men riket regeras i praktiken av en maktgirig överstepräst. När hans far dör tvingas han dock att återvända till sitt hem, och när hans förfäder börjat vakna upp inuti pyramiderna och Teppic flyr tillsammans med en kamel och en vacker palatsflicka, inser han att han har problem...